# Elias Hagen
Elias Kristoffersen Hagen, né le 20 janvier 2000 à Oslo en Norvège, est un footballeur norvégien qui joue au poste de milieu de terrain au Vålerenga.

## Biographie

### En club
Né à Oslo en Norvège, Elias Hagen est formé par le Lillestrøm SK avant de rejoindre le Grorud IL en 2018.
Lors de l'été 2020 Elias Kristoffersen Hagen rejoint le FK Bodø/Glimt. Il joue son premier match sous ses nouvelles couleurs lors d'une rencontre de championnat, le 13 septembre 2020 contre l'Odds BK. Il entre en jeu à la place de Victor Boniface et son équipe remporte la partie sur le score de six buts à un.
Il est sacré champion de Norvège en 2020.

### En sélection
Avec les moins de 19 ans, il participe au championnat d'Europe des moins de 19 ans en 2019. Lors de cette compétition organisée en Arménie, il joue deux matchs de phase de poule, contre la Tchéquie et la France. Avec un bilan de deux nuls et une défaite, la Suède ne dépasse pas le premier tour du tournoi.

### Palmarès
FK Bodø/Glimt
- Championnat de Norvège (2) :
  - Champion : 2020 et 2021.